# Greta Zetterstrand
Greta Agnes Charlotte Zetterstrand, född 21 augusti 1895 i Stockholm, död där 28 maj 1982, var en svensk målare.  
Hon var dotter till översten Seth Johan Henrik Zetterstrand och Astrid Anna Natalia Silfverswärd och från 1923 gift med Erik Johan Jerken. Zetterstrand studerade måleri vid Konsthögskolan 1921–1923 och med kortare kurser vid olika konstskolor i Frankrike, Italien och Spanien. Hon medverkade i samlingsutställningar arrangerade av Sveriges allmänna konstförening och olika grupputställningar. Hennes konst består av porträtt och landskapsmotiv utförda i olja.